# Alaris

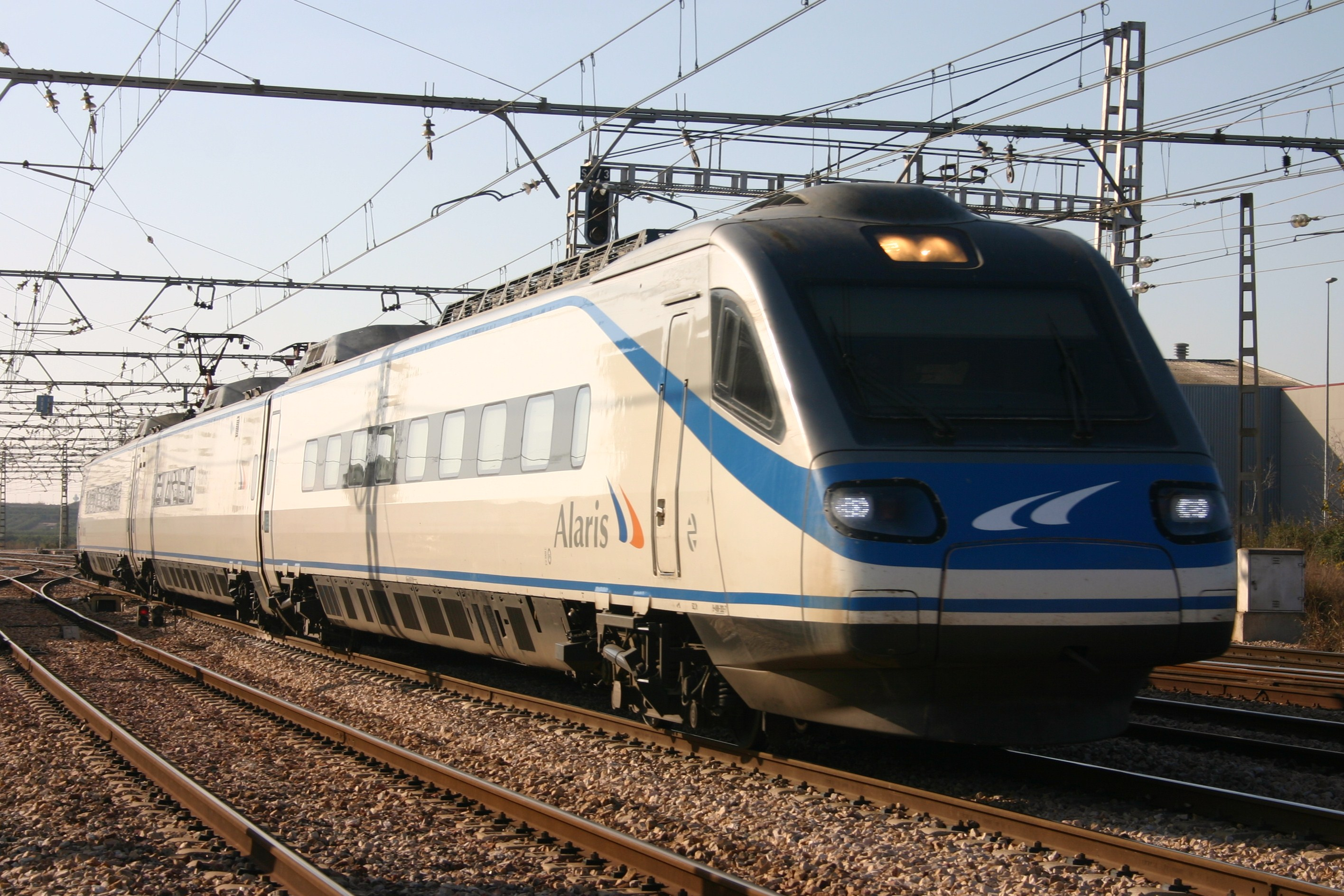
ETR 490 Alaris

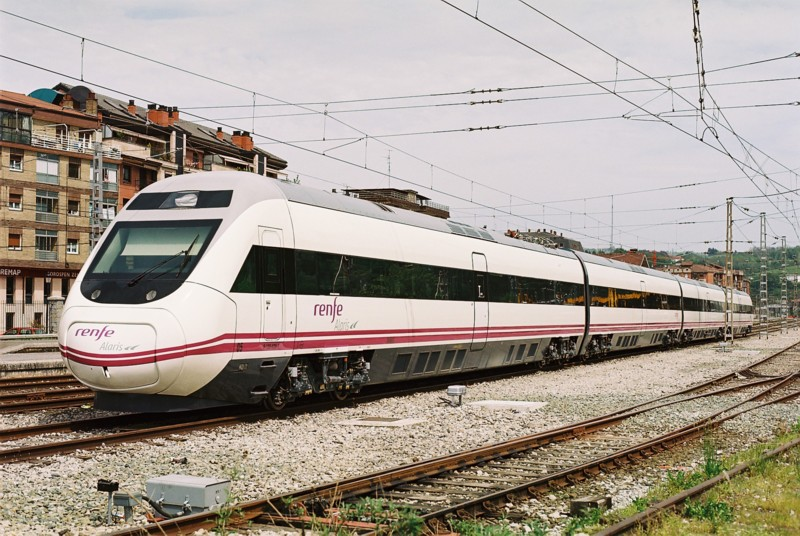
S-120 Alaris

Alaris je komerční název pro skupinu vlaků vyšší kvality spojující od 16. února 1999 Madrid a region Levante na jihovýchodě Španělska (města Valencia, Alicante a Castelló/Castellón ad.) Od 3. března 2008 je v provozu jeden pár spojů denně také na trati Alicante – Barcelona.

## Vlakové soupravy
- ETR 490 – výrobce Alstom, max. rychlost 220 km/h
- S-120 – výrobce CAF, max. rychlost 250 km/h, měnitelný rozchod podvozků 1435/1668 mm